# Дрозды (Киевская область)
Дрозды́ (укр. Дрозди) — село, входит в Белоцерковский район Киевской области Украины.
Население по переписи 2001 года составляло 992 человека. Телефонный код — .

## Местный совет
09130, Киевская обл., Белоцерковский р-н, с. Дрозды, ул. Полевая, 2в